# شهرستان ایرافسکی
شهرستان ایرافسکی (به لاتین: Irafsky District) یک منطقهٔ مسکونی در روسیه است که در اوستیای شمالی-آلانیا واقع شده‌است.